# C.J.G. Cool-van Oosten Slingeland
Clasiena Johanna Geertruida „To“ Cool-van Oosten Slingeland (* 9. Dezember 1887 in Schoonhoven; † 24. Oktober 1975 in IJsselstein) war eine niederländische Malerin, Zeichnerin und Grafikerin.

## Leben
Geertruida „To“ van Oosten Slingeland wurde als Tochter des Advokaten und Wertpapiermaklers Daniel van Oosten Slingeland und der Johanna Geertruida Vos geboren. Die Künstlerin Jo van Oosten Slingeland war eine Tante. Ausgebildet wurde sie an der Kunstoefening in Arnhem (heute ArtEZ Academie voor beeldende kunsten Arnhem) und an der Koninklijke Academie van Beeldende Kunsten in Den Haag. Ihre Lehrer waren Xeno Münninghoff und Edzard Koning im Malen, Radieren unterrichteten Johannes Graadt van Roggen, Jan Schonk und Jos de Gruyterer. Van Oosten Slingeland war in Schoonhoven, Arnhem, Oosterbeek und Den Haag tätig. Sie unternahm eine halbjährige Studienreise nach Java in Niederländisch-Indien. Nach ihrer Heirat wirkte sie in IJsselstein.
Geertruida van Oosten Slingeland heiratete am 29. April 1931 in Renkum A. G. Cool und starb im Alter von 87 Jahren in IJsselstein.

## Werk
Van Oosten Slingeland malte und zeichnete naturalistische Landschaften, insbesondere Winterlandschaften und Blumenstillleben. Sie malte mit Aquarellfarben und Pastellkreiden, zeichnete mit Stift und Tusche, fertigte aber auch Holz- und Linolschnitte sowie Lithografien an. Ihre Werke gehören zur Blütezeit der Pictura Veluvensis in Helsum und Renkum von 1903 bis 1935. Bis 1931 gehörte sie der Arnhemer Künstlervereinigung Artibus Sacrum an. Das Rijksmuseum Amsterdam und das Museum Veluwezoom verwahren einige ihrer Werke.

## Belege
1. ↑  Nederland’s Patriciaat. 63 (1977). S. 233–236.
2. 1 2 3  C.J.G. Cool-van Oosten Slingeland. Biografische Daten und Werke im Niederländischen Institut für Kunstgeschichte (niederländisch)
3. ↑  De kunstenaars. Künstler im Museum Veluwezoom (niederländisch, abgerufen am 7. Dezember 2023)

| Personendaten    | Personendaten |
| ---------------- | --- |
| NAME             | Cool-van Oosten Slingeland, C.J.G. |
| ALTERNATIVNAMEN  | Oosten Slingeland, Clasiena Johanna Geertruida van (Geburtsname); Oosten Slingeland, To van (Spitzname); Cool-van Oosten Slingeland, Clasiena Johanna Geertruida (Ehename) |
| KURZBESCHREIBUNG | niederländische Malerin, Zeichnerin und Grafikerin |
| GEBURTSDATUM     | 9. Dezember 1887 |
| GEBURTSORT       | Schoonhoven, Niederlande |
| STERBEDATUM      | 24. Oktober 1975 |
| STERBEORT        | IJsselstein, Niederlande |